# Біллі Бремнер
Біллі Бремнер (англ. Billy Bremner, нар. 9 грудня 1942, Стерлінг — пом. 7 грудня 1997, Донкастер) — шотландський футболіст, півзахисник. По завершенні ігрової кар'єри — футбольний тренер.

## Клубна кар'єра
У дорослому футболі дебютував 1959 року виступами за команду клубу «Лідс Юнайтед», в якій провів сімнадцять сезонів, взявши участь у 587 матчах чемпіонату. Більшість часу, проведеного у складі «Лідс Юнайтед», був основним гравцем команди. За цей час двічі виборював титул чемпіона Англії, ставав володарем Суперкубка Англії з футболу, володарем Кубка Англії, володарем Кубка ярмарків (двічі).
Протягом 1976—1979 років захищав кольори команди клубу «Халл Сіті».
Завершив професійну ігрову кар'єру у нижчоліговому клубі «Донкастер Роверз», за команду якого виступав протягом 1979—1981 років.

## Виступи за збірну
1965 року дебютував в офіційних матчах у складі національної збірної Шотландії. Протягом кар'єри у національній команді, яка тривала 12 років, провів у формі головної команди країни 54 матчі, забивши 3 голи.
У складі збірної був учасником чемпіонату світу 1974 року у ФРН, на якому був капітаном шотландців.

## Кар'єра тренера
Розпочав тренерську кар'єру, ще продовжуючи грати на полі, 1978 року, очоливши тренерський штаб клубу «Донкастер Роверз».
Протягом 1985—1988 років був головним тренером команди «Лідс Юнайтед».
Останнім місцем тренерської роботи був клуб «Донкастер Роверз», команду якого Біллі Бремнер очолював як головний тренер до 1991 року.

## Титули і досягнення

### Командні
- Володар Кубка англійської ліги (1):

«Лідс Юнайтед»: 1967-68
- Чемпіон Англії (2):

«Лідс Юнайтед»: 1968-69, 1973-74
- Володар Суперкубка Англії з футболу (1):

«Лідс Юнайтед»: 1969
- Володар Кубка Англії (1):

«Лідс Юнайтед»: 1971-72
- Володар Кубка ярмарків (2):

«Лідс Юнайтед»: 1967-68, 1970-71